# Syritta latitarsata
Syritta latitarsata är en tvåvingeart som beskrevs av Macquart 1842. Syritta latitarsata ingår i släktet kompostblomflugor, och familjen blomflugor. Inga underarter finns listade i Catalogue of Life.